# Lebogang Mashile
Lebogang Mashile (* 1979 in den USA) ist eine der wichtigsten Poetry-Performerinnen Südafrikas. 
Lebogang Mashiles Themen sind Spiritualität, Identität, Gender und die soziopolitischen Verhältnisse Südafrikas. Mit ihren Veröffentlichungen und Auftritten hat sie vor allem die jüngere weibliche Lyrik Südafrikas maßgeblich mitgeprägt. 2003 war sie Mitbegründerin des Feela Sistah! Spoken Word Collective, das schnell große Popularität erlangte. 2004 debütierte sie als Schauspielerin in dem mehrfach für den Oscar nominierten Film Hotel Ruanda. 2008 spielte sie beim National Arts Festival in der Bühnenbearbeitung von K. Sello Duikers Roman The Quiet Violence of Dreams als Mmabatho die einzige weibliche Rolle. 2009 produzierte sie gemeinsam mit der Choreografin Sylvia Glasser Threads, eine Dichtung, Tanz und Musik verbindende Performance zur Feier des 30. Geburtstags der international preisgekrönten Moving into Dance Company. 2006 erhielt sie den hochdotierten, jährlich an afrikanische Schriftsteller vergebenen NOMA-Preis für ihren 2005 erschienenen ersten Gedichtband In a Ribbon of Rhythm. 2010 erschien unter dem Titel Töchter von morgen ein erster Gedichtband auf Deutsch, der auch das Gedicht In a Ribbon of Rhythm enthält sowie eine CD, auf der Lebogang Mashile alle in dem Band enthaltenen Gedichte selbst liest. Lebogang Mashile lebt in Johannesburg.

## Werke
- In a Ribbon of Rhythm (2005)
- Flying Above the Sky (2008)
- Töchter von morgen. Gedichte. Aus dem Englischen übersetzt von Arne Rautenberg. Dt./Engl., mit CD. (2010)

| Personendaten    | Personendaten                      |
| ---------------- | ---------------------------------- |
| NAME             | Mashile, Lebogang                  |
| KURZBESCHREIBUNG | südafrikanische Poetry-Performerin |
| GEBURTSDATUM     | 1979                               |
| GEBURTSORT       | USA                                |